# Kruier

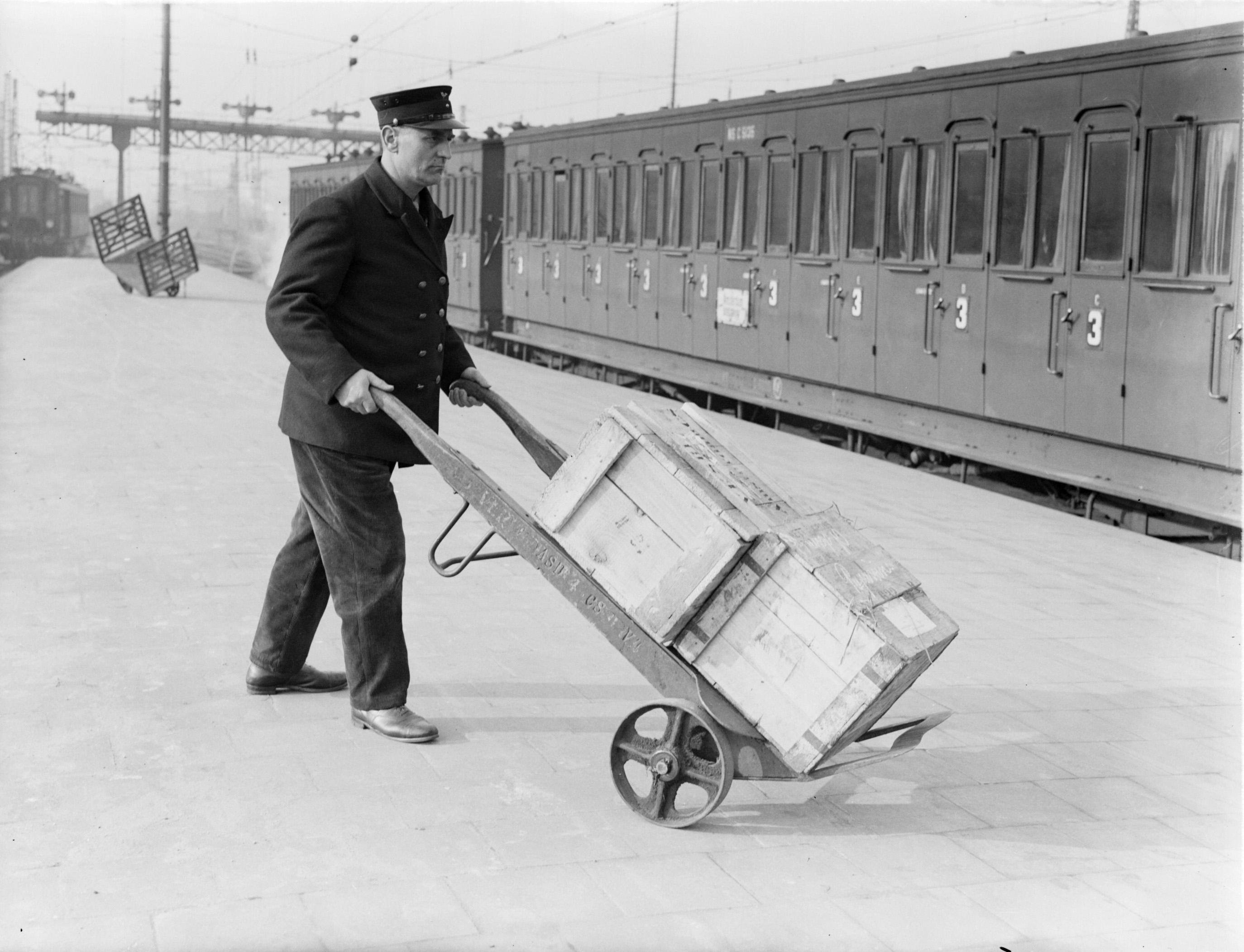
Een kruier op station Amsterdam CS in 1933

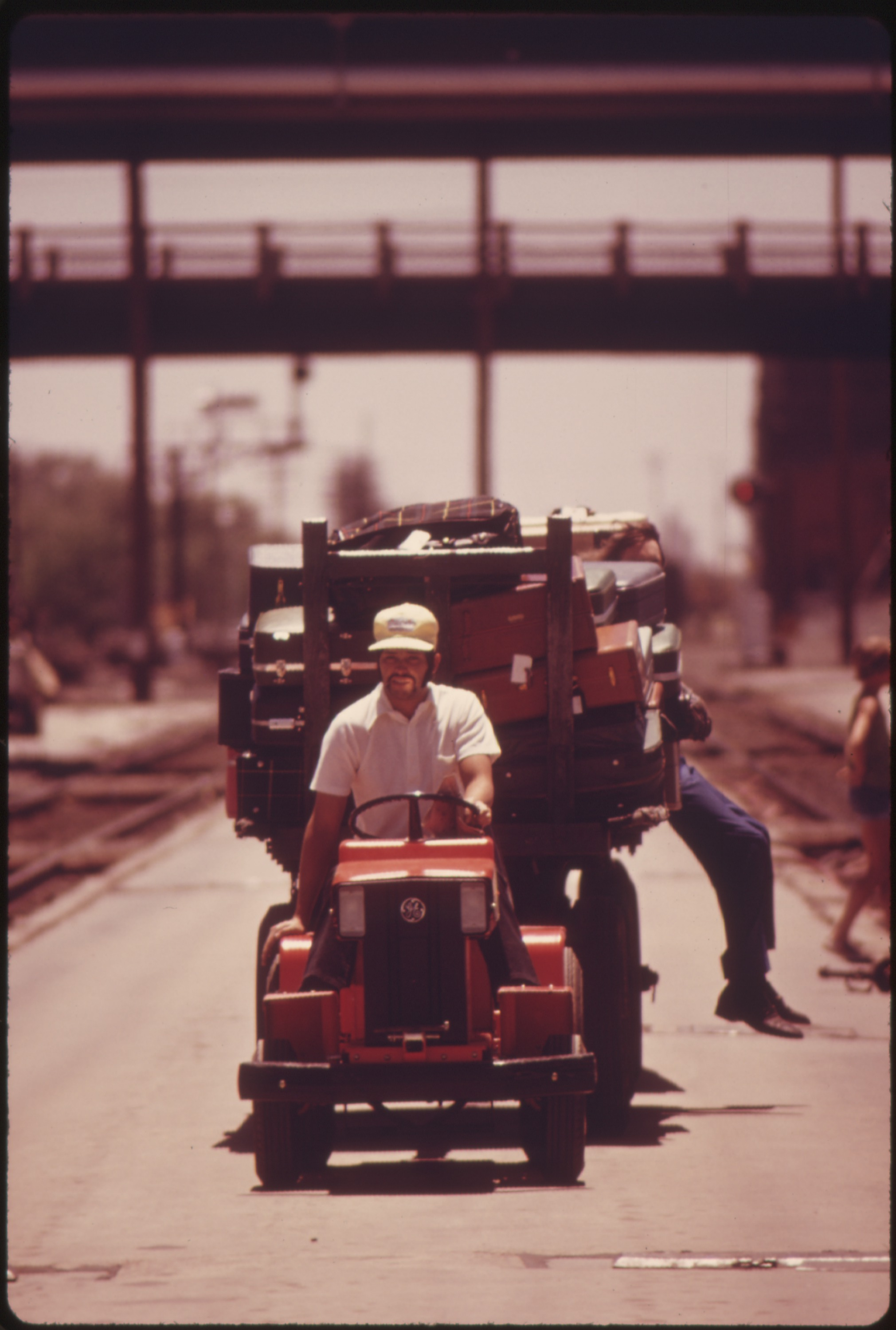
Een kruier op het station van Albuquerque in 1974

Een kruier is een persoon die beroepsmatig bagage met een groot gewicht draagt van reizigers op bijvoorbeeld een station of luchthaven en verplaatst met behulp van bijvoorbeeld een kruiwagen, steekwagen of bagagelorrie. 
In Nederland zijn er bij de spoorwegen geen kruiers meer aanwezig. Ze waren hier zelfstandige ondernemers en in 1981 bedroeg het "stationstarief" inclusief het voorplein f 0,65 per bagagestuk. Bij vertrek kon men zich melden bij de kruierij en hier zijn of haar bagage afgeven waarna een kruier het tot het perron of in de trein bracht. Bij aankomst kon men een kruier bestellen door een briefkaart of voorgedrukte bestelkaart te sturen naar de kruierij op het aankomststation met vermelding van de trein van aankomst. Een kruier was dan op dat tijdstip op het perron aanwezig en bracht de bagage van het perron of vanuit de trein naar de kruierij of desgewenst naar de eigen auto of een taxi. De laatste kruiers bij de spoorwegen in Nederland waren actief op Amsterdam Centraal.
Het beroep van kruier komt niet zo vaak meer voor en er bevinden zich op luchthavens (en de bijbehorende stations) bagagekarretjes die men zelf kan pakken. Luchthavenmedewerkers zorgen ervoor dat de wagentjes van de vertrekhal (achtergelaten door vertrekkende reizigers) naar de bagagehal (voor aankomende reizigers) worden verplaatst. Op sommige Nederlandse stations waren dergelijke karretjes op proef onder de naam Witkar. Deze proef werd als mislukt beschouwd.